# Wzgórza Kőszeg
Wzgórza Kőszeg (t. Alpy Węgierskie; węg. Kőszegi-hegység, niem. Günser Gebirge, Rechnitzer Schiefergebirge) – niewielkie pasmo gór średnich na granicy zachodnich Węgier (Komitat Vas) i wschodniej Austrii (Burgenland). Jedno ze skrajnych wschodnich pasm górskich łańcucha Alp. 
Pasmo zajmuje powierzchnię około 15 na 20 km w trójkącie między miastami Oberwart, Oberpullendorf i Kőszeg. Około 80% gór leży w Austrii. Na zachodzie przechodzi w pogórze Bucklige Welt, na wschodzie opada w Małą Nizinę Węgierską. Mimo izolowanego położenia pod względem geologicznym stanowi przedłużenie Alp Centralnych. Najwyższe szczyty – graniczny Írott-kő (Geschriebenstein), 884 m n.p.m. i Großer Hirschenstein, 862 m n.p.m. (z przekaźnikiem radiowym). 
Trzon całych tzw. Alp Węgierskich tworzą paleozoiczne skały krystaliczne, częściowo silnie zmetamorfizowane, głównie gnejsy i łupki mikowe. W znacznej części pokrywają je grube warstwy osadów trzeciorzędowych. Kształty tych niewysokich gór są łagodne, szczyty zaokrąglone. Nigdzie nie ma partii skalnych, nie występują gołoborza.
Podnóża wzgórz pokrywają łąki kośne. Na południowych zboczach między wsiami Rechnitz i Stadtschlaining znajdują się sady i winnice oraz plantacje kasztanów jadalnych. Wyżej Wzgórza Kőszeg są niemal w całości zalesione. Oprócz wspomnianych kasztanów jadalnych, występujących tu również dziko, rosną tu również dęby i brzozy. Najwyższe partie porastają lasy iglaste.